# Public Intelligence
Public Intelligence bezeichnet in der nachrichtendienstlichen Forschung und Praxis die strategische Veröffentlichung nachrichtendienstlicher Informationen (Intelligence) gegenüber öffentlichen Bereichen, die normalerweise keinen Zugang zu diesen Informationen haben, wie Bevölkerung, Massenmedien oder Wirtschaft. Dies umfasst die Deklassifizierung und die Freigabe von Verschlusssachen oder das absichtliche, strategische Leaken von ausgewähltem Material an ein Publikum mit bestimmten Zielen durch Staaten, Regierungen, politische Entscheidungsträger oder Nachrichtendienste.

## Gründe
Als Grund für die Zunahme von Public Intelligence nennen die Intelligence Studies insbesondere den Informationswettbewerb zwischen staatlichen und nichtstaatlichen Akteuren. Durch Internet- und Social-Media-Anwendungen haben nichtstaatliche Akteure heute Zugänge, die früher staatlichen, nachrichtendienstlichen Akteuren vorbehalten waren. Dies begünstigte den Aufstieg von Bürgerjournalismus und privaten Open-Source-Intelligence-Akteuren wie Bellingcat.

## Beispiele
Die Deklassifizierung und Herausgabe von Intelligence-Informationen hat lange Tradition. Ein Beispiel aus den 2000er Jahren sind die veröffentlichten Erkenntnisse zur Begründung des Irakkriegs. Ein Beispiel für Public Intelligence aus den 2020er Jahren ist die Veröffentlichung regelmäßiger Intelligence Updates durch die britische Defence Intelligence mit seiner Einschätzung der russischen Fortschritte beim Russischen Überfall auf die Ukraine seit 2022 über Twitter bzw. X.